# Гюндюзлер
Гюндюзлер или Маврос (на турски: Gündüzler) е село в Източна Тракия, Турция, Вилает Одрин. Околия Кешан.

## География
Селото се намира на 22 км югозападно от Кешан.

## История
Според статистиката на професор Любомир Милетич в 1913 година в Маврос живеят 50 гръцки семейства.